# The Thunder 103.5 FM
Energy 103/104 ist ein Radiosender aus Kaministiquia, Ontario, Kanada. Der Betreiber des Senders ist das Unternehmen Northwest Broadcasting. Neben dem Sender in Kaministiquia betreibt das Unternehmen einen weiteren in Shuniah, auf der Frequenz 103.5FM südlich von Thunder Bay, Ontario, Kanada.

## Geschichte
Am 15. September 2000 erhielt  Northwest Broadcasting die Sendegenehmigung durch die Canadian Radio-television and Telecommunications Commission (CRTC) für einen Sendebetrieb auf der Frequenz 104,5 MHz in Kaministiquia, Ontario. Der Sendebetrieb begann 2001/2002, der zweite Sender nahm den Betrieb im Jahr 2003 auf.
Am 10. Juni 2005 verweigerte die Canadian Radio-television and Telecommunications Commission (CRTC) die Übernahme des Senders durch die Dougall Media.
Seit der Gründung erfuhr der Sender viele kurzlebige Sendeformate wie hot ac/oldies, adult hits und country music und  hot adult contemporary format. Im Juni 2014 wurde ein einheitliches festgelegt, heute bekannt als Energy 103/104.
Im April 2010 beantragte der Sender eine Erhöhung der Sendeleistung für seine beiden Sendestationen von 50 und 10 Watt auf 250 Watt. Dies hat die zuständige Behörde jedoch nicht genehmigt.